# Katie Kelly
Kathleen Margaret Kelly (nascida em 6 de fevereiro de 1975) é uma paratriatleta australiana, que tem uma doença degenerativa conhecida por síndrome de Usher. Começou a competir na classe PT5 de paratriatlo em fevereiro de 2015 quando foi declarada cega pelo oftalmologista e tem apenas trinta por cento de visão. Com sua guia Michellie Jones, Kelly conquistou medalhas de ouro no Campeonato Mundial da UIT, em 2015, e na Paralimpíada do Rio de Janeiro, em 2016.

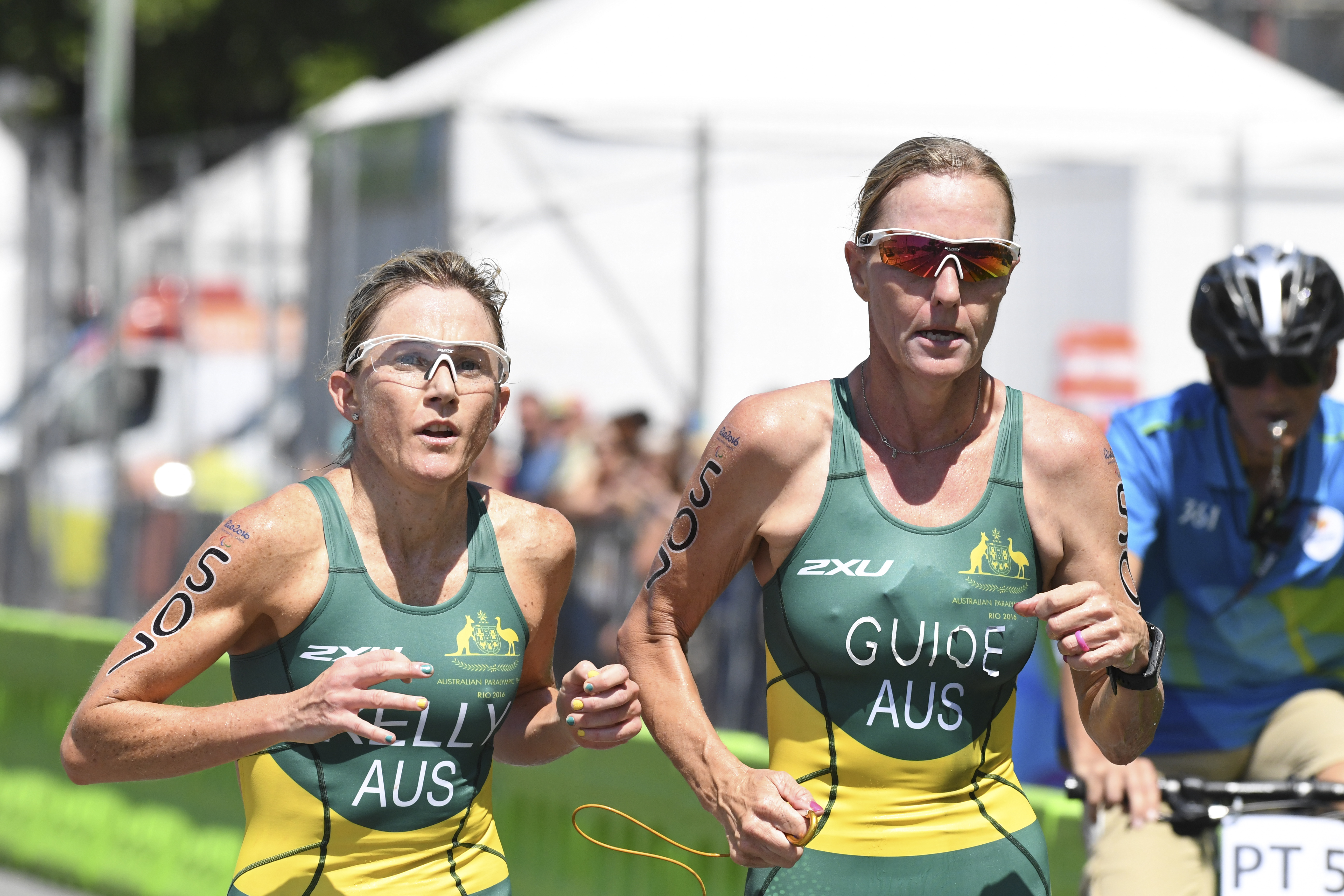
Kelly e Jones durante os Jogos Paralímpicos do Rio de Janeiro, em 2016.